# Groupe Label'Vie
« Label'Vie » redirige ici. Pour l’article homophone, voir La Belle Vie.
Label'Vie ou Groupe Label'Vie est une entreprise marocaine de grande distribution fondée en 1985 par Adnane Benchakroun, Rachid Hadni et Zouhair Bennani. Elle est introduite à la bourse de Casablanca en juin 2008. 
En 2009, Label'Vie signe un contrat avec les supermarchés Carrefour pour devenir franchisé exclusif au Maroc. Elle exploite différents supermarchés sous les marques Carrefour Maroc, Carrefour Market, Carrefour Express, Carrefour Gourmet et Atacadão.
En 2021, elle compte 136 points de vente à travers 26 villes du Royaume. Son siège se trouve à Rabat.

## Histoire
En 1985, les hommes d'affaires Zouhair Bennani, Adnane Benchekroun et Rachid Hadni fondent Hyper S.A. 
Ils ouvrent leur premier supermarché une année plus tard à Rabat, sur la route des Zaërs. Par la suite, il continue son extension sur l'axe Casablanca-Rabat avec de nouvelles ouvertures. 
En 2001, l'ensemble des supermarchés du groupe Hyper S.A. sont renommés Label'Vie qui devient le nom commercial de la société. 
En 2008, la société fait son entrée en Bourse de Casablanca et change de dénomination juridique. Hyper S.A devient officiellement Label'Vie S.A..
Le 6 février 2009, Label'Vie signe un contrat de franchise exclusif pour le Maroc avec le géant français de la distribution Carrefour, afin d'utiliser l'enseigne Carrefour sur ses futurs hypermarchés. Carrefour monte ce nouveau partenariat pour s'implanter au Maroc. 
Le 20 novembre 2010, le groupe rachète le distributeur METRO Maroc pour la valeur de 1,2 milliard de dirhams,.
En 2011, les supermarchés Label'vie deviennent progressivement Carrefour Market Label'Vie. 
En 2012 : Le Groupe Label'Vie annonce un nouveau changement d’enseigne, optant pour Atacadão, pour trois points de vente Metro (Fès, Tanger et Oujda) convertis au format « Hyper Cash ». Cette première opération fait suite à un premier changement opéré sur le point de vente Carrefour Maxi de Casablanca Aïn Sebâa (converti le 15 mars 2012).
En mai 2014, Label'Vie ouvre à Marrakech le 40e supermarché Carrefour market et à Oujda le 4e hypermarché. En décembre 2014, le groupe étend son activité à la province de Berkane avec l'ouverture de son 45e hypermarché d'une superficie de 3 500 m2.
En 2016, Carrefour Label'Vie annonce l'ouverture des supermarchés "Premium" au Maroc aux magasins Carrefour Market Vélodrome à Casablanca et Zaërs à Rabat. Le groupe est accompagné par Schweitzer pour l'installation de ce projet.

### Données financières
Label Vie est cotée à la Bourse des Valeurs de Casablanca depuis 2008
Ses données financières  sont les suivantes:
| Chiffres-clés           | 2018             | 2019              | 2020              | 2021              |
| ----------------------- | ---------------- | ----------------- | ----------------- | ----------------- |
| Chiffre d'affaires      | 9 032 957 000 dh | 10 395 802 690 dh | 11 012 407 223 dh | 11 758 242 023 dh |
| Résultat d'exploitation | 426 689 000 dh   | 465 732 635 dh    | 540 576 414 dh    | 630 759 277 dh    |
| Résultat net            | 285 236 000 dh   | 312 022 546 dh    | 330 292 693 dh    | 407 238 219 dh    |

### Liste des hypermarchésCarrefour
- Hyper Salé (2009 - 5 500 m2)
- Hyper Marrakech (2010 - 5 500 m2) (Al Mazar)
- Hyper Fès (2013) - 6 000 m2 (Borj Fez Mall) -
- Hyper Oujda (2014) - 3 800 m2
- Hyper Marrakech (2014 - 3 800 m2) (Targa)
- Hyper Casablanca - Sidi Maârouf (2015 - 8 000 m2) (ancien Metro)
- Hyper Tanger - (juin 2016) - 5 200 m2 (Socco Alto Mall)
- Hyper Tetouan - (Mai 2018)
- Hyper Casablanca - (septembre 2019)  Dar Bouazza 3 600 m2
- Hyper  Temara - (Septembre 2020) - 4 200 m2
- Hyper Agadir - (Octobre 2020) - 9 000 m2
- hyper Berrechid - (Juin 2021) - 4 000 m2
- hyper Beni Mellal - (2025) Riad Salam

En projet
- hyper Casablanca - (2025) Almaz Sela Park
- hyper Casablanca - (2025) Ain Sebaa
- hyper Rabat - (2025) Rabat Al Jinane Shopping Mall
- hyper Bouskoura - (2026)
- hyper Mohammedia - (2026) Zenata
- hyper Khouribga - (2027)
- hyper El Jadida - (2027) Mazagan
- hyper casablanca - (2025) Sidi Bernoussi

### Liste des supermarchés Carrefour Market
Ouvert
- Casablanca (28) : La résistance, Aïn Sebaâ, Val Fleury, Romandie, Yacoub El Mansour, Anfa, Taddart, Maârif, Sidi Othmane, Abdelmoumen, Lissasfa, Oulfa, AnfaPlace Mall, Ziraoui, Label Shop, panoramique, biranzarane, bellerive, La Villette, L'Oasis, Dar Bouazza, Mohamed V, Gauthier, La Gironde, Gauthier 2, Chefchaouni, Palmier
- Rabat (11) : Shem's, Hassan, Médina, Riad, Al Manal, Souissi, Oqba, Madagascar, Descartes, Malraux, Océan, Carousel
- Mohammédia (6) : Kasba, Alia, Mansouria, parc, bd. Sebta, Hassan II, sablette
- Agadir (6) : Hassan 1er, Talborjt , Hassan 2, Al Houda, Cadi Ayad , Le barreau
- Marrakech (5): La Fontaine, Menara Mall, Majorelle , Semlalia, Palmeraie
- Tanger(5) : Ibn Batouta, Malabata , Iberia, Volubilis, Avenue des F.A.R.
- Meknès (4) : Plaisance, Stade d'Honneur, Moulay Smail, Sidi Saïd
- Kénitra (4) : La ville haute , Centre-ville, Mimosas, Maamora
- Fès (4) Route d'Imouzzer , RTE AIN CHKEF , Atlas . Champs de course
- Bouskoura (3) : Ville Verte , Bouskoura Ville , La Promenade Mall
- El Jadida (2) : centre-ville , Najd
- Salé (2) : Sala El Jadida, Bettana
- Tetouan (2) : Wilaya , Blvrd Casablanca
- Témara (2) : El Wifak , Abbadi
- Safi (1)
- Sidi Slimane  (1)
- Settat (1)
- Khemisset (1)
- Béni Mellal (1)
- Khénifra (1)
- Berkane (1)
- Essaouira (1)
- Nador  (1)
- Ouarzazate (1)
- Oued Zem (1)
- Azrou (1)
- Deroua (1)
- Had Soualem (1)

En projet
- Tamesna
- Casablanca - Oulfa
- Larache
- Oujda

### Liste des supermarchés Carrefour Gourmet
Ouvert
- Casablanca - Vélodrome
- Rabat - Zaërs
- Marrakech - Carré Eden

### Liste des supermarchés Carrefour Express
Ouvert
- Casablanca - Bd Bir anzarane
- Casablanca - Bd Gauthier
- Casablanca - Bd Rachidi
- Casablanca - Mers sultan
- Casablanca - Bourgogne
- Casablanca - 2 Mars
- Casablanca - Victoria bouskoura
- Casablanca - La Gironde
- Casablanca - Bd Hassan Sghir
- Casablanca - Route Al Ouahda
- Tanger - Moulay Youssef
- Tanger - Malabata mall
- Tanger - Beni makada
- Fès - Ibn khatib
- Rabat - Medina
- Marrakech - Majorelle
- Mohammedia - Bvd Sebta
- Sidi Kacem
- Martil

### Liste des hypermarchésAtacadão Maroc
Ouvert
- Hyper Casablanca - Ain Sebaâ (6500 m2)
- Hyper Marrakech (10 644 m2 - 2003)[10]
- Hyper Oujda (11 830 m2 -2008)
- Hyper Fès ( 13 985 m2 - 2012)
- Hyper Tanger (11 830 m2 - 2013)
- Hyper Salé
- Hyper Agadir
- Hyper Fquih Ben Salah
- Hyper Sidi Kacem (3200 m2)
- Hyper Taza (7 313 m2 - 2014)
- Hyper Meknès (7 644 m2 - 2016)
- Hyper Kenitra
- Hyper Tit Mellil (2950 m2 - 2022)
- Hyper Taroudant (2024)
- Hyper Taourirt (2024)
- Hyper Beni Mellal (2024)
- Hyper El Kelaa des Sraghna

- Hyper Nador (2024)
- Hyper Khémisset (2024)

En projet
- Hyper El Jadida - (2026)
- Hyper Khouribga  - (2026)
- Hyper Essaouira - (2025)
- Hyper Ben Guerir - (2025)
- Hyper Marrakech 2 - (2027)
- Hyper Casablanca 3 - (2027)
- Hyper Settat - (2026)
- Hyper Dakhla - (2026)
- Hyper Aïn Attig - (2025)
- Hyper Bni Yakhlef - (2025)
- Hyper Guelmim - (2026)
- Hyper Khénifra - (2026)
- Hyper Laayoune - (2025)
- Hyper Ouarzazate - (2025)